# Колокол Адано
«Колокол Адано» (англ. A Bell for Adano) — американский драматический фильм 1945 года, снятый режиссёром Генри Кингом, основанный на романе «Колокол Адано» Джона Херси.

## Сюжет
1943 год. Американец итальянского происхождения — майор Виктор Джопполо назначается управляющим освобождённого сицилийского города Адано. Помимо голода, горожан волновало отсутствие колокола, который играл важное значение в их жизни. Старинный колокол, звон которого слушала вся округа на протяжении семи веков, был снят с башни городской ратуши людьми режима Муссолини для переплавки на оружие. Майор Джопполо начинает работу по снабжению продовольствием голодного населения и замене утраченного колокола, чем вызывает доверие и любовь горожан. Майор Джопполо заводит роман с жительницей города — красивой блондинкой Тиной Томазино. Благодаря стараниям Джопполо в город привозят новый колокол. В честь своего благодетеля горожане устраивают большой праздник. Военное командование отстраняет майора Джопполо от занимаемой должности, обосновывая это чрезмерной заботой о гражданском населении в ущерб выполнения прямых военных функций. После уведомления от руководства о снятии с должности майор Джопполо вынужденно уезжает из города. 

## В ролях
- Джин Тирни — Тина Томазино
- Джон Ходяк — майор Виктор П. Джопполо
- Уильям Бендикс — сержант Борт
- Гленн Ланган — лейтенант Крофтс Левингстон
- Ричард Конте — Николо
- Стенли Прагер — сержант Трампани
- Гарри Морган — капитан Н. Первис (в титрах — Генри Морган)
- Монти Бэнкс — Джузеппе
- Рид Хэдли — коммандер Робертсон
- Рой Робертс — полковник У.У. Миддлтон
- Гуго Гаас — отец Пенсовеккио
- Марсель Далио — Зито
- Фортунио Бонанова — начальник полиции Гаргано
- Генри Арметта — Эрранте
- Роман Бонен — Карл Эрб
- Луис Альберни — Какопардо
- Эдуардо Чианнелли — майор Наста

В титрах не указаны
- Джино Коррадо — Дзапулла
- Джон Расселл — капитан Андерсон

## Съёмочная группа
- Режиссёр: Генри Кинг
- Продюсеры: Луис Д. Лайтон, Ламар Тротти
- Сценаристы: Ламар Тротти, Норман Рейли Рейн
- Оператор: Джозеф Лашелл
- Композитор: Альфред Ньюман